# Łazek (Sudety Środkowe)
Łazek – wzniesienie (557 m n.p.m.), w południowo-zachodniej Polsce, w Sudetach Środkowych, w Rowie Górnej Nysy, na Wysoczyźnie Idzikowa.

## Położenie i opis
Wzniesienie położone jest na północ od Idzikowa, w środkowo-wschodniej części Wysoczyzny Idzikowa, w Rowie Górnej Nysy.
Stożkowe wzniesienie o dość stromych zboczach z wyraźnie zaznaczonym płaskim szczytem zwieńczonym okazałą skałką. Wzniesienie zbudowane ze zmetamorfizowanych skał węglanowych góruje nad dolinami potoków: Waliszowska Woda, która opływa wzgórze od strony wschodniej i północnej i jej lewego dopływu "Dopływ koło góry Lazek", który otacza wzgórze od zachodu i południa. Całe wzniesienie łącznie ze zboczami pokryte jest lasem świerkowym regla dolnego. Położenie wzniesienia, kształt oraz wyraźny szczyt czynią wzniesienie rozpoznawalnym w terenie. Na południowym stoku nad zakolem dopływu, obok góry Łazek znajduje się okazała skałka zlepieńcowa stanowiąca osobliwość natury.